# Stormen (TV-serie)
Stormen är en svensk dramaserie uppdelad på 3 episoder producerad av SVT-Drama i Göteborg. Serien är skapad och skriven av Martin Larsson och regisserad av Calle Östlund. Musiken i serien är skriven av Maia Hirasawa. Det första avsnittet sändes 26 januari 2009. Tittarsiffrorna för serien uppgick till 1 350 000 åskådare.

## Handling
Serien utspelar sig under ett och ett halvt dygn i den fiktiva västsvenska orten Eket. En annalkande storm och potentiell naturkatastrof sätter relationer och förhållanden, mellan, såväl som inom familjer, på sin spets.

## Personer och relationer

### Familjen Lindskog
Familjen består av pappa Mats, mamma Anna och sönerna Emil och Axel. Mats jobbar som kontorist och Anna är med i lottakåren och skulle varit med under fältövningen under stormnatten. Istället är hon hos sin älskare Naser som är biolog och har tillgång till ett fritidshus i skogen där de tillbringar stormnatten tillsammans. Storebror Emil är hemligt förälskad i sin barndomskamrat Jonna men vågar inte ta kontakt med henne. Stormen ger honom styrka att ta tag i sina känslor för henne.
Mats – Robin Stegmar, Anna – Källa Bie, Emil – Niclas Larsson, Axel – Tom Lidgard

### Ulla & Bernt Folkesson, Pernilla Hofmark
Det äldre paret Ulla och Bernt bor ensamma i skogen. De får ofta besök av sin distriktssköterska Pernilla. Ulla är även drabbad av en svår hjärtsjukdom och därför åker de in till staden för att hämta ut smärtstillande medicin tidigare på dagen men då receptet de fått inte finns i Apotekets dator får de åka tillbaka då de fastnar i stormen. Pernilla, som är parets distriktssköterska, har planer på att lämna det lilla samhället men, efter stormnatten då hon ligger ute i fält med sitt lottakårsförband och får ett tungt ansvar på sig, ändrar hon sig.
Bernt – Ingvar Hirdwall, Ulla – Mona Malm, Pernilla – Anja Lundqvist

### Maj-Britt & Gert Olsson, Karin Johansson
Grannarna Maj-Britt och Karin har länge varit i fejd med varandra av någon anledning som man aldrig får reda på, men under stormnatten när de båda är på väg hem från stan i skilda bilar och hamnar i stormen måste de samarbeta för att hitta hem igen. Gert äger stora delar av den skog som många under stormnatten går vilse i och han gör allt för att få sin skog att stå kvar under stormen men hans försök blir förgäves och efter stormen blir han därför djupt deprimerad.
Maj-Britt – Lotta Tejle, Gert – Jacob Nordenson, Karin – Carina Johansson